# Héctor Beltrán Leyva
Héctor Manuel Beltrán Leyva (Los Mochis, Sinaloa, 6 de mayo de 1962-Toluca de Lerdo, Estado de México, 18 de noviembre de 2018), también conocido como «El H» o «El Ingeniero», fue un narcotraficante mexicano que lideró el Cártel de los Beltrán Leyva desde 2009 hasta su captura en 2014. 
El segundo más mayor de los  Beltrán Leyva, Héctor incursionó en el narcotráfico trabajando en las plantaciones de amapola de su estado natal, y llegó a ascender a un alto nivel en el Cártel de Sinaloa, controlando sus operaciones junto a sus hermanos cuando su primo y superior, Joaquín «El Chapo» Guzmán, purgaba una condena carcelaria entre 1993 y 2001.El cerebro de las finanzas y conexiones políticas y policiales del Cártel, se distinguía por su estilo discreto y excelentes dotes de negociación, por lo que se volvió un objetivo de vital importancia para las autoridades mexicanas y estadounidenses.
Los Beltrán Leyva rompieron con Guzmán al sospechar que había entregado al hermano menor, Alfredo, a las autoridades en enero de 2008, y formaron su propia organización, la cual entró rápidamente en conflicto con el Cártel de Sinaloa. Héctor asumió el liderazgo cuando su hermano Arturo fue abatido por la Armada en diciembre de 2009, y expandió las operaciones del Cártel al tiempo que forjaba alianzas con Los Zetas y el Cártel de Juárez. Fue detenido por las autoridades en Guanajuato en octubre de 2014, y condenado a prisión a la espera de ser extraditado a los Estados Unidos, pero terminó muriendo bajo custodia el 18 de noviembre de 2018.